# Ковальчук Микола Михайлович (солдат)
Мико́ла Миха́йлович Ковальчу́к (7 грудня 1995 — 1 лютого 2015) — солдат Збройних сил України.

## Бойовий шлях
Навчався в київській ЗОШ № 188. Поступив до Київського технікуму готельного господарства, відділення «ресторанне господарство». Проходив військову службу за контрактом. Стрілець-зенітник, 128-ма окрема гірсько-піхотна бригада.
1 лютого 2015-го загинув під час виконання бойового завдання під Дебальцевим.
Без Миколи лишилися батьки, сестра.
Похований в місті Київ, Лісове кладовище.

## Нагороди та вшанування
За особисту мужність і героїзм, виявлені у захисті державного суверенітету та територіальної цілісності України, вірність військовій присязі під час російсько-української війни, відзначений — нагороджений
- орденом «За мужність» III ступеня (посмертно)
- на його честь відкрито пам'ятну дошку в грудні 2015-го